# Distrito electoral de Grant (condado de Richardson, Nebraska)
Grant (en inglés: Grant Precinct) es un distrito electoral ubicado en el condado de Richardson en el estado estadounidense de Nebraska. En el Censo de 2010 tenía una población de 300 habitantes y una densidad poblacional de 3,22 personas por km².

## Geografía
Grant se encuentra ubicado en las coordenadas 40°8′13″N 95°51′48″O / 40.13694, -95.86333. Según la Oficina del Censo de los Estados Unidos, Grant tiene una superficie total de 93.1 km², de la cual 93.09 km² corresponden a tierra firme y (0.01%) 0.01 km² es agua.

## Demografía
Según el censo de 2010, había 300 personas residiendo en Grant. La densidad de población era de 3,22 hab./km². De los 300 habitantes, Grant estaba compuesto por el 99.67% blancos, el 0% eran afroamericanos, el 0.33% eran amerindios, el 0% eran asiáticos, el 0% eran isleños del Pacífico, el 0% eran de otras razas y el 0% pertenecían a dos o más razas. Del total de la población el 1.67% eran hispanos o latinos de cualquier raza.